# Partecipanti alla Parigi-Nizza 2025
Elenco dei partecipanti alla Parigi-Nizza 2025.
La Parigi-Nizza 2025 è stata l'ottantatreesima edizione della corsa. Alla competizione presero parte 22 squadre: le 18 iscritte all'UCI World Tour 2025 e 4 UCI ProTeam.
Ciascuna delle squadre è composta da sette ciclisti, per un totale di 154 ciclisti accreditati alla partenza, di cui solo 114 sono arrivati sul traguardo di Nizza.

## Corridori per squadra
| Team Visma-Lease a Bike | Team Visma-Lease a Bike | Team Visma-Lease a Bike | Soudal Quick-Step          | Soudal Quick-Step          | Soudal Quick-Step          | UAE Team Emirates XRG  | UAE Team Emirates XRG  | UAE Team Emirates XRG  |
| ----------------------- | ----------------------- | ----------------------- | -------------------------- | -------------------------- | -------------------------- | ---------------------- | ---------------------- | ---------------------- |
| Nº                      | Ciclista                | Clas.                   | Nº                         | Ciclista                   | Clas.                      | Nº                     | Ciclista               | Clas.                  |
| 1                       | Matteo Jorgenson        | 1º                      | 11                         | Max Schachmann             | 17º                        | 21                     | Brandon McNulty        | R 8ª                   |
| 2                       | Edoardo Affini          | 104º                    | 12                         | Ayco Bastiaens             | 102º                       | 22                     | João Almeida           | 6º                     |
| 3                       | Victor Campenaerts      | 56º                     | 13                         | Yves Lampaert              | 86º                        | 23                     | Ivo Oliveira           | 105º                   |
| 4                       | Per Strand Hagenes      | R 8ª                    | 14                         | Tim Merlier                | R 8ª                       | 24                     | Juan Sebastián Molano  | NP 7ª                  |
| 5                       | Bart Lemmen             | 71º                     | 15                         | Dries Van Gestel           | 76º                        | 25                     | Jhonatan Narváez       | 37º                    |
| 6                       | Jonas Vingegaard        | NP 6ª                   | 16                         | Bert Van Lerberghe         | R 8ª                       | 26                     | Nils Politt            | 40º                    |
| 7                       | Axel Zingle             | 53º                     | 17                         | Ilan Van Wilder            | 10º                        | 27                     | Pavel Sivakov          | 85º                    |
| Lidl-Trek               | Lidl-Trek               | Lidl-Trek               | Red Bull-Bora-Hansgrohe    | Red Bull-Bora-Hansgrohe    | Red Bull-Bora-Hansgrohe    | Team Jayco AlUla       | Team Jayco AlUla       | Team Jayco AlUla       |
| Nº                      | Ciclista                | Clas.                   | Nº                         | Ciclista                   | Clas.                      | Nº                     | Ciclista               | Clas.                  |
| 31                      | Mattias Skjelmose       | R 7ª                    | 41                         | Aleksandr Vlasov           | 35º                        | 51                     | Ben O'Connor           | 14º                    |
| 32                      | Julien Bernard          | NP 4ª                   | 42                         | Florian Lipowitz           | 2º                         | 52                     | Luke Durbridge         | R 2ª                   |
| 33                      | Ryan Gibbons            | R 5ª                    | 43                         | Ryan Mullen                | 110º                       | 53                     | Michael Hepburn        | 111º                   |
| 34                      | Daan Hoole              | 57º                     | 44                         | Matteo Sobrero             | 28º                        | 54                     | Michael Matthews       | 55º                    |
| 35                      | Alex Kirsch             | 65º                     | 45                         | Mick van Dijke             | 91º                        | 55                     | Kelland O'Brien        | 66º                    |
| 36                      | Mads Pedersen           | 26º                     | 46                         | Danny van Poppel           | R 2ª                       | 56                     | Mauro Schmid           | 33º                    |
| 37                      | Otto Vergaerde          | 79º                     | 47                         | Ben Zwiehoff               | 36º                        | 57                     | Max Walscheid          | NP 7ª                  |
| Ineos Grenadiers        | Ineos Grenadiers        | Ineos Grenadiers        | Decathlon AG2R La Mondiale | Decathlon AG2R La Mondiale | Decathlon AG2R La Mondiale | Bahrain Victorious     | Bahrain Victorious     | Bahrain Victorious     |
| Nº                      | Ciclista                | Clas.                   | Nº                         | Ciclista                   | Clas.                      | Nº                     | Ciclista               | Clas.                  |
| 61                      | Thymen Arensman         | 3º                      | 71                         | Felix Gall                 | 18º                        | 81                     | Santiago Buitrago      | R 4ª                   |
| 62                      | Tobias Foss             | 9º                      | 72                         | Bruno Armirail             | 62º                        | 82                     | Matevž Govekar         | 109º                   |
| 63                      | Bob Jungels             | 67º                     | 73                         | Stefan Bissegger           | 43º                        | 83                     | Kamil Gradek           | 113º                   |
| 64                      | Magnus Sheffield        | 4º                      | 74                         | Sander De Pestel           | 82º                        | 84                     | Jack Haig              | 30º                    |
| 65                      | Ben Swift               | 74º                     | 75                         | Oliver Naesen              | 59º                        | 85                     | Lenny Martinez         | 24º                    |
| 66                      | Joshua Tarling          | 27º                     | 76                         | Aurélien Paret-Peintre     | 12º                        | 86                     | Fred Wright            | 68º                    |
| 67                      | Samuel Watson           | 77º                     | 77                         | Callum Scotson             | 61º                        | 87                     | Edoardo Zambanini      | 42º                    |
| Team Picnic PostNL      | Team Picnic PostNL      | Team Picnic PostNL      | Movistar Team              | Movistar Team              | Movistar Team              | Tudor Pro Cycling Team | Tudor Pro Cycling Team | Tudor Pro Cycling Team |
| Nº                      | Ciclista                | Clas.                   | Nº                         | Ciclista                   | Clas.                      | Nº                     | Ciclista               | Clas.                  |
| 91                      | Warren Barguil          | 34º                     | 101                        | Iván Romeo                 | 21º                        | 111                    | Julian Alaphilippe     | 44º                    |
| 92                      | Tobias Lund Andresen    | 84º                     | 102                        | William Barta              | 15º                        | 112                    | Alberto Dainese        | NP 8ª                  |
| 93                      | John Degenkolb          | 94º                     | 103                        | Pablo Castrillo            | 11º                        | 113                    | Robin Froidevaux       | NP 7ª                  |
| 94                      | Sean Flynn              | 92º                     | 104                        | Jefferson Cepeda           | R 7ª                       | 114                    | Marco Haller           | 88º                    |
| 95                      | Fabio Jakobsen          | R 5ª                    | 105                        | Iván García Cortina        | 51º                        | 115                    | Fabian Lienhard        | 103º                   |
| 96                      | Tim Naberman            | R 7ª                    | 106                        | Lorenzo Milesi             | 60º                        | 116                    | Michael Storer         | 5º                     |
| 97                      | Julius van den Berg     | 89º                     | 107                        | Manlio Moro                | 98º                        | 117                    | Matteo Trentin         | 39º                    |
| Groupama-FDJ            | Groupama-FDJ            | Groupama-FDJ            | XDS Astana Team            | XDS Astana Team            | XDS Astana Team            | Arkéa-B&B Hotels       | Arkéa-B&B Hotels       | Arkéa-B&B Hotels       |
| Nº                      | Ciclista                | Clas.                   | Nº                         | Ciclista                   | Clas.                      | Nº                     | Ciclista               | Clas.                  |
| 121                     | Guillaume Martin        | 13º                     | 131                        | Harold Tejada              | 8º                         | 141                    | Arnaud Démare          | NP 7ª                  |
| 122                     | Rémi Cavagna            | 58º                     | 132                        | Cees Bol                   | NP 7ª                      | 142                    | Ewen Costiou           | 49º                    |
| 123                     | Kevin Geniets           | 25º                     | 133                        | Clément Champoussin        | 7º                         | 143                    | Raúl García Pierna     | 16º                    |
| 124                     | Thibaud Gruel           | 69º                     | 134                        | Anthon Charmig             | 101º                       | 144                    | Thibault Guernalec     | 54º                    |
| 125                     | Johan Jacobs            | 50º                     | 135                        | Evgenij Fëdorov            | 99º                        | 145                    | Miles Scotson          | 108º                   |
| 126                     | Stefan Küng             | 45º                     | 136                        | Mike Teunissen             | 52º                        | 146                    | Florian Sénéchal       | R 2ª                   |
| 127                     | Enzo Paleni             | 90º                     | 137                        | Nicolas Vinokurov          | 47º                        | 147                    | Pierre Thierry         | 107º                   |
| EF Education-EasyPost   | EF Education-EasyPost   | EF Education-EasyPost   | Uno-X Mobility             | Uno-X Mobility             | Uno-X Mobility             | Cofidis                | Cofidis                | Cofidis                |
| Nº                      | Ciclista                | Clas.                   | Nº                         | Ciclista                   | Clas.                      | Nº                     | Ciclista               | Clas.                  |
| 151                     | Neilson Powless         | 31º                     | 161                        | Alexander Kristoff         | R 7ª                       | 171                    | Stanisław Aniołkowski  | NP 7ª                  |
| 152                     | Vincenzo Albanese       | 87º                     | 162                        | Jonas Abrahamsen           | NP 7ª                      | 172                    | Aimé De Gendt          | NP 7ª                  |
| 153                     | Kasper Asgreen          | NP 2ª                   | 163                        | Amund G. Jansen            | NP 4ª                      | 173                    | Clément Izquierdo      | 80º                    |
| 154                     | Owain Doull             | 46º                     | 164                        | Johannes Kulset            | 32º                        | 174                    | Sam Maisonobe          | R 4ª                   |
| 155                     | Georg Steinhauser       | 38º                     | 165                        | Andreas Leknessund         | 29º                        | 175                    | Sylvain Moniquet       | R 5ª                   |
| 156                     | Harry Sweeny            | 64º                     | 166                        | Anders Skaarseth           | 78º                        | 176                    | Anthony Perez          | 73º                    |
| 157                     | Max Walker              | R 8ª                    | 167                        | Rasmus Tiller              | 93º                        | 177                    | Sergio Samitier        | 75º                    |
| Intermarché-Wanty       | Intermarché-Wanty       | Intermarché-Wanty       | TotalEnergies              | TotalEnergies              | TotalEnergies              | Alpecin-Deceuninck     | Alpecin-Deceuninck     | Alpecin-Deceuninck     |
| Nº                      | Ciclista                | Clas.                   | Nº                         | Ciclista                   | Clas.                      | Nº                     | Ciclista               | Clas.                  |
| 181                     | Georg Zimmermann        | 20º                     | 191                        | Anthony Turgis             | R 7ª                       | 201                    | Tibor Del Grosso       | 81º                    |
| 182                     | Kobe Goossens           | 19º                     | 192                        | Steff Cras                 | R 4ª                       | 202                    | Tobias Bayer           | 96º                    |
| 183                     | Hugo Page               | NP 7ª                   | 193                        | Alexandre Delettre         | 70º                        | 203                    | Ramses Debruyne        | 72º                    |
| 184                     | Adrien Petit            | R 8ª                    | 194                        | Thomas Gachignard          | 41º                        | 204                    | Timo Kielich           | 83º                    |
| 185                     | Dion Smith              | 63º                     | 195                        | Émilien Jeannière          | 100º                       | 205                    | Edward Planckaert      | 97º                    |
| 186                     | Taco van der Hoorn      | NP 3ª                   | 196                        | Jordan Jegat               | 23º                        | 206                    | Oscar Riesebeek        | 112º                   |
| 187                     | Roel Sintmaartensdijk   | NP 8ª                   | 197                        | Samuel Leroux              | R 5ª                       | 207                    | Luca Vergallito        | 22º                    |
| Caja Rural-Seguros RGA  |                         |                         |                            |                            |                            |                        |                        |                        |
| Nº                      | Ciclista                | Clas.                   |                            |                            |                            |                        |                        |                        |
| 211                     | Iúri Leitão             | R 8ª                    |                            |                            |                            |                        |                        |                        |
| 212                     | Sebastian Berwick       | R 8ª                    |                            |                            |                            |                        |                        |                        |
| 213                     | Samuel García           | 114º                    |                            |                            |                            |                        |                        |                        |
| 214                     | Joel Nicolau            | 106º                    |                            |                            |                            |                        |                        |                        |
| 215                     | Jakub Otruba            | 95º                     |                            |                            |                            |                        |                        |                        |
| 216                     | Tomas Silva             | 48º                     |                            |                            |                            |                        |                        |                        |
| 217                     | Gorka Sorarrain         | R 2ª                    |                            |                            |                            |                        |                        |                        |

### Legenda
| Legenda | Legenda | Legenda | Legenda                                                       |
| ------- | --- | ------- | ------------------------------------------------------------- |
| Nº      | Dorsale di partenza del ciclista | Clas.   | Posizione finale nella classifica generale                    |
|         | Indica il vincitore della classifica generale                                                                                        |         | Indica il vincitore della classifica scalatori                |
|         | Indica il vincitore della classifica a punti                                                                                         |         | Indica il vincitore della classifica dei giovani              |
| NP      | Indica un ciclista che non è ripartito in una tappa la mattina                                                                       | R       | Indica un ciclista che si è ritirato in una tappa             |
| FT      | Indica un ciclista che ha concluso una tappa fuori tempo, ossia ha impiegato più tempo rispetto a quanto stabilito dal tempo massimo | SQ      | Corridore squalificato per non aver rispettato il regolamento |